# Friedrich von Urlaub
Friedrich Konstantin Heinrich von Urlaub (* 15. Dezember 1786 in Querfurt; † 17. November 1874 in Eilenburg) war ein preußischer Generalmajor.

## Leben

### Herkunft
Friedrich war der Sohn des kursächsischer Oberst a. D., zuletzt im Kürassierregiment „Kochtitzky“, Heinrich Ludwig von Urlaub (1750–1826) und dessen Ehefrau Auguste Sophie Frederike, geborene von Uffel.

### Militärkarriere
Urlaub trat am 1. November 1800 in das Chevaulegerregiment „von Polenz“ der kursächsischen Armee und avancierte am 19. November 1801 zum Kornett. Während des Vierten Koalitionskrieges wurde er in der Schlacht bei Jena verwundet und kämpfte noch bei der Verteidigung von Danzig sowie der Schlacht bei Heilsberg. Am 15. Juli 1807 wurde er dann zum Sousleutnant befördert. Im Fünften Koalitionskrieg kämpfte Sachsen an der Seite Frankreichs. Urlaub wurde dabei im Gefecht bei Stötteritz verwundet und am 4. Juni 1809 zum Premierleutnant ernannt. Er war auch beim Sächsischen Korps, das 1812 an Napoleons Russlandfeldzug teilnahm. Dort kämpfte er bei Podubna, Wollkowist, Janow, Pruzany, Lubonell, Luck, Leckna, Willkirinski, Swiczlow und Litensky. Im Gefecht bei Dubitka erwarb er das Ritterkreuz des Militär-St.-Heinrichs-Ordens und das Kreuz der Ehrenlegion. Am 9. Juni 1813 wurde er Rittmeister und Eskadronchef des sächsischen Ulanenregiments. Während der Befreiungskriege kämpfte er in den Schlachten bei Großbeeren, Dennewitz, Leipzig sowie den Gefechten bei Kalisch, Wittstock, Eilenburg, Gleina, Freyburg, Weberstedt, Namur und der Belagerung von Antwerpen.
Nach der Niederlage Napoleons trat Urlaub am 15. Juni 1815 in preußische Dienste über und wurde als Rittmeister und Eskadronchef im 7. Ulanen-Regiment angestellt. Am 13. Juli 1817 wurde er dem 2. Dragoner-Regiment aggregiert, bevor man ihn am 30. März 1819 als Eskadronchef in das 8. Ulanen-Regiment versetzte. Dort wurde er am 19. Januar 1823 Major und erhielt im Jahr 1826 das Dienstkreuz. Am 30. März 1836 beauftragte man ihn zunächst mit der Führung des Regiments und am 19. Oktober 1836 erfolgte seine Ernennung. Er wurde am 30. März 1837 zum Oberstleutnant befördert und bekam am 18. Januar 1838 den Roten Adlerorden III. Klasse mit Schleife. Am 30. März 1839 wurde er dann Oberst mit Patent vom 12. April 1839. Er erhielt am 23. Dezember 1841 seinen Abschied mit der gesetzlichen Pension und dem Charakter als Generalmajor. 
Urlaub starb unverheiratet am 17. November 1874 in Eilenburg.